# Jebel Tassemit
Jebel Tassemit är ett berg i Marocko.   Det ligger i regionen Béni Mellal-Khénifra, 200 km söder om huvudstaden Rabat. Toppen på Jebel Tassemit är 2 183 meter över havet.